# Bijoux-Polka
Bijoux-Polka, op. 242, är en polka-française av Johann Strauss den yngre. Den framfördes första gången sommaren 1860 i Pavlovsk i Ryssland.

## Historia
Under sommarsäsongen 1860 i Pavlovsk utanför Sankt Petersburg inträffade en del incidenter som sammantaget slutade i en mindre skandal. För sjätte året i rad var Johann Strauss engagerad att under fem sommarmånader konsertera för den ryska publiken. Hans kärleksaffär med Olga Smitnitskaja var upplöst, en viss likgiltighet hos publiken infann sig, men framför allt komponerade Strauss inte lika många nyheter som förut. Mitt under en maskeradbal i Pavlovsk lämnade Strauss plötsligt dirigentpulten och lät musikerna spela själva. Ett tumult uppstod hos den besvikna publiken som började slå in fönster, krossa möbler och slå sönder inredningen. Nyheten nådde Wien där flera tidningar detaljerat rapporterade om händelserna. Strauss förnekade det hela men fakta kvarstod. Långt senare medgav Strauss för Eduard Hanslick att det var endast tack vare personer från tsarens hov och inflytelserika vänner som en utvisningsorder från Ryssland inte verkställdes.
Bijoux-Polka (franska språket var fortfarande högsta mode inom aristokratin och monarkin) tillkom sommaren 1860 men när den spelades första gången är höljt i dunkel. I slutet av oktober återvände Strauss till Wien men polkan framfördes inte förrän den 2 december vid en utomhuskonsert i Volksgarten. Verket slog inte an och förläggaren Carl Haslinger trodde inte heller på stycket. Han erbjöd dem till allmänheten (tillsammans med två andra nyheter) som en gåva till damerna under karnevalen 1861.

## Om polkan
Speltiden är ca 4 minuter och 2 sekunder plus minus några sekunder beroende på dirigentens musikaliska tolkning.